# Souzalopesmyia amazonica
Souzalopesmyia amazonica är en tvåvingeart som beskrevs av Albuquerque 1951. Souzalopesmyia amazonica ingår i släktet Souzalopesmyia och familjen husflugor. Inga underarter finns listade i Catalogue of Life.